# The Indian Fighter
The Indian Fighter (bra: A Um Passo da Morte; prt: O Caçador de Índios) é um filme norte-americano de 1955, do gênero faroeste, dirigido por André de Toth. O filme é baseado na história de Robert L. Richards.

## Elenco
- Kirk Douglas como Johnny Hawks
- Elsa Martinelli como Onahti
- Walter Matthau como Wes Todd
- Diana Douglas como Susan Rogers
- Walter Abel como Capitão Trask
- Lon Chaney, Jr. como Chivington (anunciado como Lon Chaney)
- Eduard Franz como Nuvem vermelha
- Alan Hale, Jr. como Will Crabtree (anunciado como Alan Hale)
- Elisha Cook, Jr. como Briggs (como Elisha Cook)
- Ray Teal como Morgan
- Frank Cady como Joe, o comerciante
- Michael Winkelman como Tommy Rogers
- William Phipps como Tenente Blake
- Harry Landers como Grey Wolf
- Hank Worden como Urso louco, o carcereiro da guarita
- Lane Chandler como Colono (não creditado)
- Robert 'Buzz' Henry como Tenente Shaeffer (não creditado)